# Rubinho
Rubinho (* 4. August 1982 in São Paulo; bürgerlich Rubens Fernando Moedim) ist ein ehemaliger   brasilianischer Fußballtorhüter.

## Karriere
Nach Anfängen bei Corinthians São Paulo wechselte Rubinho nach Portugal zu Vitória Setúbal, für die er allerdings nur kurz spielte.
Von dort an spielte er bei verschiedenen Vereinen in der italienischen Serie A. Seit Sommer 2012 war er dritter Torwart bei Juventus Turin. Er absolvierte seinen ersten Einsatz am letzten Spieltag der Saison 2012/13 bei der 2:3-Niederlage bei Sampdoria Genua, als er kurz vor Schluss für Marco Storari eingewechselt wurde. Sein 2016 auslaufender Vertrag wurde nicht verlängert.
Nach einem kurzen Intermezzo bei Como Calcio von Dezember 2016 bis Januar 2017 verpflichtete der CFC Genua Rubinho und reagierte damit auf den Kreuzbandriss von Stammtorhüter Mattia Perin. Seit Sommer 2017 ist Rubinho vereinslos.

## Erfolge
- Copa do Brasil: 2002 mit Corinthians
- Italienischer Meister: 2012/13, 2013/14, 2014/15, 2015/16
- Italienischer Supercupsieger: 2013, 2015
- Italienischer Pokalsieger: 2014/15, 2015/16